# Điện Mặt Trời Europlast Long An
Điện Mặt Trời Europlast Long An là nhà máy điện Mặt Trời xây dựng trên vùng đất xã Mỹ Thạnh Bắc, huyện Đức Huệ, tỉnh Long An, Việt Nam.
Điện Mặt Trời Europlast Long An có công suất lắp máy 50 MWp, diện tích hoạt động 58,66 ha, khởi công tháng 9/2018, dự kiến hoàn thành phát điện trước tháng 6/2019. Chủ đầu tư là Công ty Cổ phần Điện Mặt Trời Europlast Long An.

## Công trình liên quan
Tại cùng xã Mỹ Thạnh Bắc đã khởi công Điện Mặt Trời Đức Huệ 1 và 2, mỗi nhà máy có công suất lắp máy 49 MW, dự kiến hoàn thành giữa năm 2019.